# Mohamed al-Baradei
Mohamed al-Baradei (àrab: محمد البرادعئ, Muḥammad al-Barādaʿī) (el Caire, Egipte, 17 de juny de 1942) és un diplomàtic egipci i director de l'Agència Internacional de l'Energia Atòmica (o AIEA), una organització intergovernamental sota l'auspici de les Nacions Unides) amb la que va rebre conjuntament el Premi Nobel de la Pau l'any 2005. Entre el 14 de juliol de 2013 i el 14 d'agost del mateix any, serví com Vicepresident interí d'Egipte.
De vegades hom es refereix a ell amb el nom de Mohammed, o amb el cognom com ElBaradei o el-Baradei.

## Vida personal
Al-Baradei està casat amb l'egípcia Aida Elkachef, amb qui ha tingut dos fills, Laila i Mustafà.

## Estudis i primers càrrecs
Mohamed al-Baradei es va llicenciar en Dret l'any 1962 a la Universitat del Caire. Es doctorà en dret internacional per la Universitat de Nova York el 1974. Tot just llicenciat, va ocupar un càrrec diplomàtic al Ministeri d'Afers Exteriors d'Egipte; va tenir com a destinacions les seus de les Nacions Unides de Nova York i de Ginebra. L'any 1984 és nomenat assessor jurídic de l'AIEA, fins a 1993, any en què és nomenat director auxiliar de l'oficina de relacions exteriors de la dita agència fins a 1997. Posteriorment, fou nomenat Director General, càrrec que ocupà fins 2009.

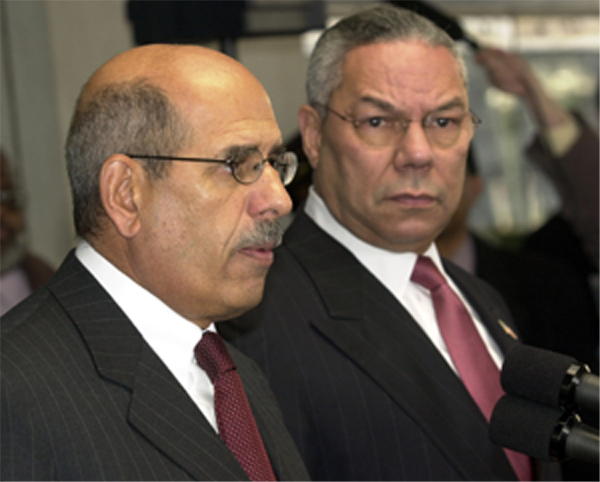
Mohamed al-Baradei al costat de Colin Powell, secretari d'estat dels EUA l'any 2003.

## Treball pel desarmament
Juntament amb Hans Blix, fou l'encarregat per l'Agència i per les Nacions Unides per a certificar el desarmament d'Iraq. Va dirigir l'equip d'inspectors de l'ONU que van cercar proves d'armes de destrucció massiva a Iraq. El 27 de gener de l'any 2003, davant del Consell de Seguretat de les Nacions Unides, va exposar que havia desmantellat, eliminat o evacuat part de les instal·lacions iraquianes amb capacitat de fabricar armes nuclears. El 7 de març, davant del mateix òrgan, va reafirmar la seva postura i va comunicar que no existia urani a Iraq procedent de Níger, tal com George W. Bush havia denunciat amb anterioritat. Per això, es va oposar frontalment al fet que els Estats Units, Gran Bretanya, Espanya i Portugal fessin la declaració de les Açores, que va donar lloc a la invasió d'Iraq de 2003. Els motius per a tal consideració era la mancança de proves per a la dita intervenció, i per això va sol·licitar un termini de temps major per tal que els inspectors fessin el seu treball. A més, tal com va escriure:
| «                                                                     | "Hem d'abandonar la idea que no porta enlloc consistent en reprendre moralment alguns països per si tenen armament de destrucció massiva, mentre per uns altres països és moralment acceptable el tenir-ne amb l'excusa de la seguretat" | » |
| — Saving Ourselves From Self-Destruction, New York Times, febrer 2004 | |   |

L'any 2006 continuava ocupant la direcció de l'Agència, després d'haver estat escollit dues vegades consecutives. En aquest període s'encarrega del control de la producció d'urani per part de l'Iran, país reticent a donar excuses a l'Agència. També s'encarrega de la sortida de Corea del Nord del Tractat de No Proliferació Nuclear, ja que se sospita que té capacitat per a fabricar un nombre indeterminat de bombes atòmiques. En ambdós casos, Iran i Corea, els Estats Units no el recolzen per a la reelecció; segons una notícia del Washington Post, al-Baradei va patir diverses intercepcions telefòniques mentre treballava en l'afer iranià. Les acusacions de no ser prou sever les argumenten amb l'entrada de nous països al club nuclear des que al-Baradei dirigeix l'AIEA: Índia, Pakistan i Corea del Nord.

## Premi Nobel de la Pau
El 7 d'octubre de 2005 va rebre el Premi Nobel de la Pau conjuntament amb l'Agència Internacional de l'Energia Atòmica, en reconeixement dels seus esforços per impedir la utilització de l'energia atòmica amb finalitats militars i per assegurar que l'ús civil de l'energia atòmica es porta a terme amb la major seguretat possible. La quantia del premi corresponent a al-Baradei la va destinar a la construcció d'orfenats al Caire; la part destinada a l'AIEA ha estat destinada a l'eliminació de mines antipersones en els països en desenvolupament.